# Малая Ящера
Малая Ящера — деревня в Мшинском сельском поселении Лужского района Ленинградской области.

## История
Впервые упоминается в Писцовой книге Водской пятины 1500 года, как деревня Ещера на речке на Ещере в Никольском Бутковском погосте Новгородского уезда.
Деревня Ящера и при ней усадьба полковника Сакера, водяная мельница, стеклянный и пильный заводы, обозначены на карте Санкт-Петербургской губернии Ф. Ф. Шуберта 1834 года.
Михаил Павлович Сакер (1781—1855) — выходец из Польши, генерал-майор путей сообщения, инспектор невских плавучих мостов, автор проекта переустройства Екатерингофа.

ЯЩЕРЫ — деревня принадлежит чиновнице 7-го класса Вере Случанской, число жителей по ревизии: 20 м. п., 18 ж. п.; В оной:

а) Фабрика писчей бумаги, принадлежит петербургскому купцу Фокину

б) На Мхах 4 харчевни (1838 год)

Как деревня Ящера она отмечена на карте профессора С. С. Куторги 1852 года.

ЯЩЕРА — деревня Дворцового ведомства, по просёлочной дороге, число дворов — 8, число душ — 30 м. п. (1856 год)

ЯЩЕРА — сельцо владельческое при реке Ящере, число дворов — 16, число жителей: 21 м. п., 17 ж. п.; заводов два: писчебумажный и политурный (1862 год)

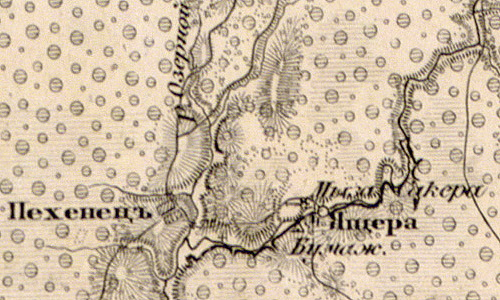
Деревня Малая Ящера на карте 1863 года

Согласно карте из «Исторического атласа Санкт-Петербургской Губернии» 1863 года деревня называлась Ящера, близ неё находилась мыза Сакера, бумажная фабрика и водяная мельница.
Сборник Центрального статистического комитета описывал её так:

ЯЩЕРА — деревня бывшая удельная, дворов — 14, жителей — 82; лавка. (1885 год)

В XIX — начале XX века деревня административно относилась к Луговской волости 1-го земского участка 1-го стана Лужского уезда Санкт-Петербургской губернии.
По данным «Памятной книжки Санкт-Петербургской губернии» за 1905 год, это было село Ящера, которое входило во Владычкинское сельское общество.
С 1917 по 1919 год деревня Малая Ящера входила в состав Пехенецкого сельсовета Луговской волости Лужского уезда.
С 1920 года, в составе Владычинского сельсовета.
С 1926 года, в составе Толмачёвской волости.
С 1927 года, в составе Лужского района.
С 1928 года, вновь в составе Пехенецкого сельсовета.
С 1932 года, в составе Красногвардейского района.
По данным 1933 года деревня Малая Ящера входила в состав Пехенецкого сельсовета Красногвардейского района.
В 1939 году население деревни Малая Ящера составляло 193 человека.
Деревня была освобождена от немецко-фашистских оккупантов 5 февраля 1944 года.
В 1958 году население деревни Малая Ящера составляло 170 человек.
С июля 1959 года, в составе Мшинского сельсовета Гатчинского района.
С февраля 1963 года, в составе Мшинского сельсовета Лужского района.
По данным 1966, 1973 и 1990 годов деревня Малая Ящера также входила в состав Мшинского сельсовета.
В 1997 году в деревне Малая Ящера Мшинской волости проживали 37 человек, в 2002 году — 33 человека (русские — 85 %).
В 2007 году в деревне Малая Ящера Мшинского сельского поселения проживали 28 человек.

## География
Деревня расположена в северной части района на автодороге 41К-703 (Пехенец — Малая Ящера), к юго-востоку от посёлка Мшинская.
Расстояние до административного центра поселения — 13 км.
Расстояние до ближайшей железнодорожной станции Мшинская — 13 км.
Деревня находится на правом берегу реки Ящера.

## Демография
| 1838 | 1862 | 1885 | 1939 | 1958 | 1997 | 2007 |
| ---- | ---- | ---- | ---- | ---- | ---- | ---- |
| 38   | →38  | ↗82  | ↗193 | ↘170 | ↘37  | ↘28  |
| 2010 | 2017 |      |      |      |      |      |
| ↘26  | ↘25  |      |      |      |      |      |

## Улицы
Дачная, Дружбы, Новая, Центральная.